# اچ‌دی ۲۱۵۱۱۴
اچ‌دی ۲۱۵۱۱۴ یک ستاره است که در صورت فلکی دلو قرار دارد.